# Abrocoma shistacea
Abrocoma shistacea е вид бозайник от семейство Чинчилови плъхове (Abrocomidae).

## Разпространение
Видът е разпространен в Аржентина.